# Alla frontiera degli Stati Uniti
Alla frontiera degli Stati Uniti (In the Border States) è un cortometraggio muto del 1910 diretto da David Wark Griffith.

## Trama
Un giovane padre di famiglia parte per la guerra, arruolato sotto le bandiere dell'Unione, lasciando a casa la moglie e le sue due bambine, Qualche giorno più tardi, un soldato confederato inseguito dai nordisti cerca rifugio nella casa che si trova in territorio di confine tra le due parti in guerra. La bambina più piccola, che lui sorprende a giocare vicino al pozzo, lo aiuta a nascondersi, sviando anche l'attenzione della pattuglia che lo cerca, e lo salva. Lui, per gratitudine, vorrebbe baciarla, ma lei - già consapevole che lui sia un nemico - rifiuta il bacio di colui che ha salvato solo per umanità.
Intanto, al padre viene affidata la missione di portare alcuni documenti oltre le linee dei confederati. L'uomo si infiltra nel territorio nemico ma, ben presto, viene scoperto: Nel buio della notte, lui riesce a fuggire, trovando rifugio - ferito - nella sua casa, dove - prima di venir catturato - brucia i documenti che non devono cadere in mano nemica. A capo dei suoi inseguitori si trova il soldato salvato poco prima dalla bambina. Quando entra nella stanza dove si trova il nordista, vede le carte bruciate e, furioso, sta per finire l'uomo ferito. Viene fermato dalla bambina: allora si calma e, quando nella stanza entra la sua pattuglia, finge che il soldato nemico sia morto e le carte distrutte. I sudisti si ritirano e, poco dopo, il ferito viene soccorso dai soldati dell'Unione, arrivati insieme a un chirurgo che lo salva. Eroina della giornata, la coraggiosa bambina del soldato.

## Produzione
Il film fu prodotto dalla Biograph Company. Venne girato al Delaware Water Gap nel New Jersey.

## Distribuzione
Distribuito dalla Biograph Company, il film - un cortometraggio in una bobina - uscì nelle sale cinematografiche statunitensi il 13 giugno 1910.